# Pieczarka solniskowa

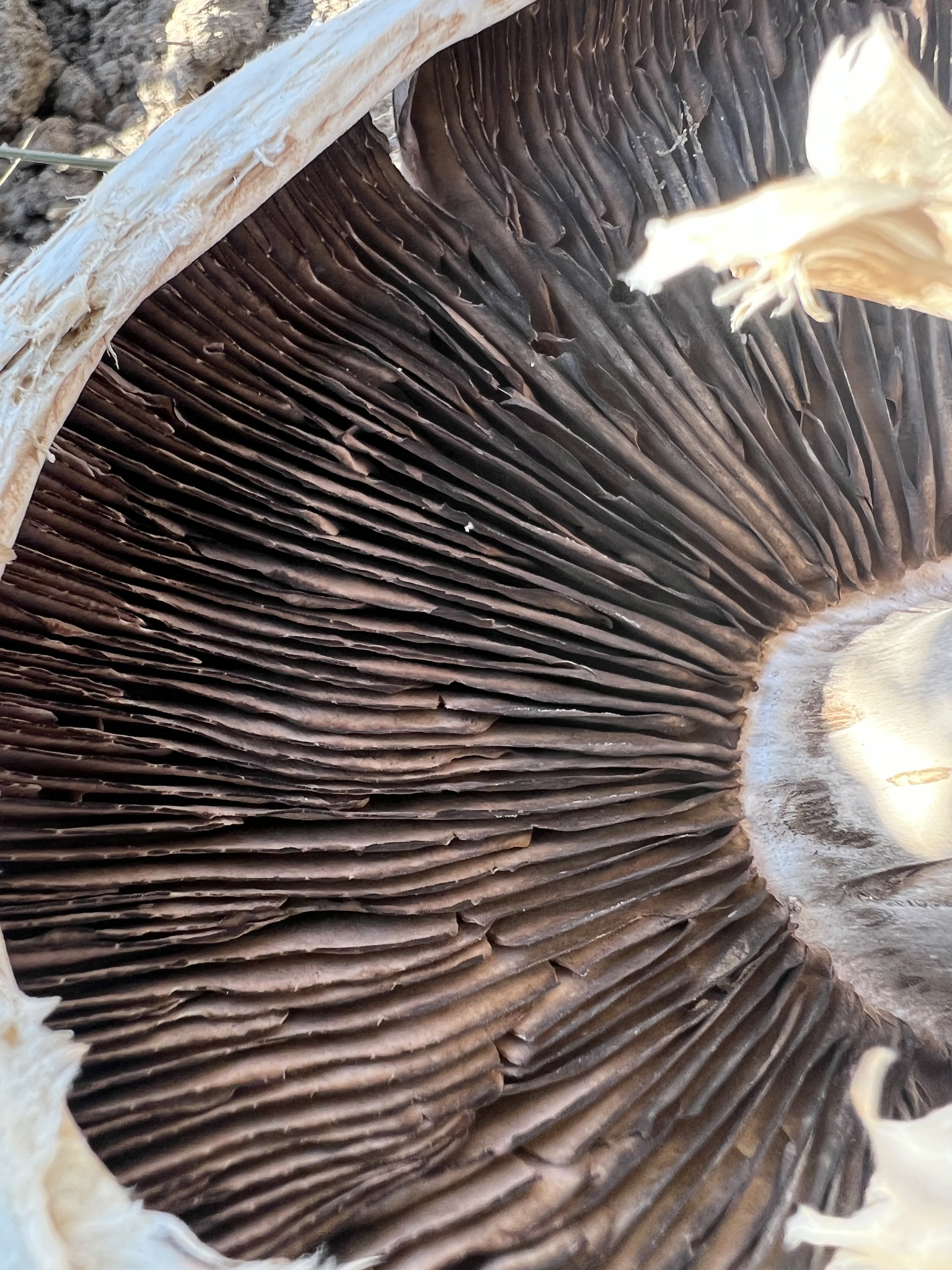

Pieczarka solniskowa (Agaricus bernardii Quél.) – gatunek grzybów z rodziny pieczarkowatych (Agaricaceae).

## Systematyka i nazewnictwo
Klasyfikacja według Index Fungorum: Agaricus, Agaricaceae, Agaricales, Agaricomycetidae, Agaricomycetes, Agaricomycotina, Basidiomycota, Fungi.
Po raz pierwszy opisał go w 1878 r. Lucien Quélet na wydmach we Francji. Synonimy:

- Agaricus campestris subsp. bernardii (Quél.) Konrad & Maubl. 1937
- Agaricus ingratus (F.H. Møller) Pilát 1951
- Agaricus maleolens F.H. Møller 1952
- Fungus bernardii (Quél.) Kuntze 1898
- Pratella bernardii (Quél.) Quél. 1888
- Pratella campestris subsp. bernardii (Quél.) L. Corbière 1929
- Psalliota bernardii (Quél.) Quél. 1879
- Psalliota ingrata F.H. Møller 1950[2].

Polską nazwę podał Władysław Wojewoda w 2003 roku.

## Morfologia
Kapelusz
Średnicy 5–15 cm, początkowo wypukły, później szeroko wypukły. Powierzchnia biała, początkowo naga, potem łuskowata i popękana, czasami brązowawa lub brązowa. Brzeg podwinięty.
Blaszki
Wolne, dość gęste, początkowo różowe, później brązowe, na koniec czekoladowobrązowe. Młode owocniki w całości okryte białą osłoną.
Trzon
Wysokość 5–9 cm, grubość 2,5–3,5 cm, mniej więcej walcowaty lub zwężający się do podstawy, nagi lub delikatnie szorstki. Pierścień biały, rozszerzający się na zewnątrz na górnej krawędzi.
Miąższ
Gruby, zwarty, białawy, po przekrojeniu zmieniający barwę na różowawą lub czerwonawą. Nie żółknie, nawet u podstawy. Zapach nieprzyjemny; przypominający solankę.
Cechy mikroskopowe
Zarodniki o wymiarach 6–8 × 5–6 µm; szeroko elipsoidalne, gładkie, grubościenne, w KOH brązowe, z bladym, kontrastującym wyrostkiem wnęki. Podstawki 4-sterygmowe. Cheilocystydy 30–50 × 5–10 µm, cylindryczno-wygięte do maczugowatych, główkowatych lub nieco nieregularnie napęczniałych w kierunku wierzchołka, gładkie grubościenne, żółtawy do brązowego w KOH. Pleurocystyd brak. Strzępki w skórce o szerokości 2,5–10 µm, gładkie, szkliste do żółtawych w KOH.

## Występowanie i siedlisko
Podano występowanie Agaricus bernardii w Ameryce Północnej, Europie, Azji i na Nowej Zelandii. Władysław Wojewoda w 2003 r. przytoczył 2 stanowiska, w późniejszych latach podano następne.
Naziemne grzyby saprotroficzne rosnące samotnie, w rozproszeniu lub gromadnie na wydmach i terenach w pobliżu wód przybrzeżnych i słonawych; także na trawnikach i terenach trawiastych wzdłuż poboczy dróg, zwłaszcza tam, gdzie zimą drogi są solone w celu usunięcia lodu. Owocniki pojawiają się latem i jesienią.
Przeprowadzone w Czechach badania wykazały, że gatunek ten ma zdolność do bioakumulacji srebra z gleby. Chociaż średnie stężenie srebra w glebie jest zwykle mniejsze niż 1 miligram na kilogram gleby, może być znacznie podwyższone w pobliżu obiektów przemysłowych, takich jak kopalnie i huty. Stężenie srebra w kapeluszach Agaricus bernardii osiągnęło poziom do 544 mg na kg suchej masy grzyba. W trzonie było dwukrotnie niższe.